# 法政大学学生運動の一斉検挙
法政大学学生運動の一斉検挙（ほうせいだいがくがくせいうんどうのいっせいけんきょ）は、2006年3月14日に東京都千代田区の法政大学で行われた学生運動の参加者が一斉に逮捕された事件。

## 事件の概要
大学側による学外団体の立て看板（主に全学連）の撤去や、ビラ撒きの一部禁止や規制強化に反対していた中核派活動家や、ノンセクト・ラジカル活動家29人が、大学職員の「学外者の立ち入りを禁止する」との警告を無視し、大学敷地内に侵入したため、待機していた約200人の警察官により威力業務妨害・建造物侵入の容疑で逮捕された。2006年3月25日29人全員が起訴猶予で釈放されるが、逮捕された法政大学の学籍者5人が停学以上の処分を受け、3人が退学となった。
運動の当事者や賛同者は当事件を「3・14法大弾圧」と称し、これらの逮捕は不当逮捕・政治弾圧であると主張している。
一方大学側は、3月14日以前、立て看板やビラで「規制粉砕」や「実力阻止」等、過激な予告があり、そのことは事前に警察に相談しているので、それに対して警察が準備しないほうが不自然だと主張している。

## その後の処分
逮捕された学籍者5人は、釈放される前日の3月24日、平林千牧法政大学総長より、自宅謹慎を命じられる（「教育指導権に基づく教育的指導」とされる）。自宅謹慎が学則に無いことを理由に、学籍者5人はこの命令を無視。後に、強制力はないことと、自宅謹慎中も履修登録を受け付け、授業に出席してもよいことが明らかになる。
5月17日に文学部生3人が退学し、7月14日には法学部生2人を、それぞれ停学6カ月（後に退学）、停学1年（後に無期停学）。
処分の理由として、3月14日の他に、3月2日、8日、13日に行った、それぞれ有志、哲学研究会、全学連による学生部への反対行動に対しての業務妨害を認定している。また、3月14日に逮捕されたことのみを処分の理由とはしておらず、大学に対する一連の業務妨害を処分の理由としている。
3月14日当日、大学側が撮影していたビデオについて、処分者はそれを公開するよう求めたが、事件から約2年後、職員のミスにより中身が消されてしまったことが明らかにされる。大学側、処分者側双方が、有罪の証拠を、無罪の証拠を消されてしまったと主張する。
これに対し、激しい処分反対闘争が行われるが、大学側は処分者の大学構内への立ち入りを禁止するなど対策を講じる。
2008年5月には法政大学文化連盟が中核派系全学連と共に学内デモを実行し、活動家33名が逮捕された。また、2009年9月の時点で延べ110人が逮捕された。